# Robert Marchand (résistant)
Pour les articles homonymes, voir Robert Marchand et Marchand.
Pierre Marchand (Fontenay-aux-Roses, 6 février 1915 - Mort pour la France à Paris le 22 août 1942) est un résistant français, Compagnon de la Libération. Membre des Francs-tireurs et partisans, il réalise de nombreux actes de résistance et de sabotage au sein de Paris avant d'être arrêté et exécuté.

## Biographie

### Jeunesse et engagement
Enfant d'un couple de commerçants de Fontenay-aux-Roses, Robert Marchand naît dans cette ville le 6 février 1915. Il étudie au lycée Lakanal de Sceaux puis, passionné de peinture, entre à l'École des beaux-arts. En 1934, il est diplômé de l'école Art et publicité de Paris. Il devient professeur de dessin en 1936 à Gentilly et sympathise avec le communisme.

### Seconde Guerre mondiale
Mobilisé en 1939 dans un régiment de Dragons, il participe à la drôle de guerre et à la bataille de France au cours de laquelle il est cité deux fois. Démobilisé, il retourne à Paris où il occupe un logement du 14e arrondissement qui lui sert également d'atelier de peinture. Ayant conservé ses contacts d'avant-guerre, il entre en contact avec l'organisation spéciale du Parti communiste. Il s'engage dans la lutte armée contre l'occupant allemand à partir d'août 1941 et participe, avec son épouse Célina qui est son agent de liaison, à des attaques et des sabotages dans son arrondissement ainsi que dans les 16e et 20e. Il est responsable notamment d'attaques sur le café de l'océan de l'avenue du Maine, sur un poste de garde de la porte d'Orléans et sur un soldat allemand. Il sabote également un local de la cité universitaire occupé par des Allemands, fait sauter un train de munitions à Versailles et abat des officiers nazis rue de la gaîté.
Sur les indications données par un délateur, la police française l'arrête le 16 avril 1942 près de la place Denfert-Rochereau. Son épouse, arrêtée elle-aussi, connaîtra plusieurs camps d'internement et prisons mais sera libérée le 12 août 1944. Conduit à la préfecture de police, Robert Marchand est torturé par les agents de la brigade spéciale no 2. Les pieds lacérés et brûlés aux fer à souder, frappé pendant des heures à coup de nerf de bœuf, il ne livre à aucun instant les noms de ses camarades de la résistance. Transféré à la prison de la Santé, la police française le livre aux allemands qui le font comparaître devant le tribunal militaire du Groß-Paris.
Condamné à mort le 7 août, Robert Marchand est fusillé le 22 août 1942 au stand de tir de Balard. Inhumé au cimetière de Gentilly, il est nommé commandant des Francs-tireurs et partisans à titre posthume.

## Décorations
|  |  |  |  |  |  |
|  |  |  |  |  |  |

| Chevalier de la Légion d'honneur | Chevalier de la Légion d'honneur | Compagnon de la Libération | Compagnon de la Libération          | Médaille militaire                  | Médaille militaire                  |
| Croix de guerre 1939-1945        | Croix de guerre 1939-1945        | Croix de guerre 1939-1945  | Médaille de la Résistance française | Médaille de la Résistance française | Médaille de la Résistance française |

## Hommages

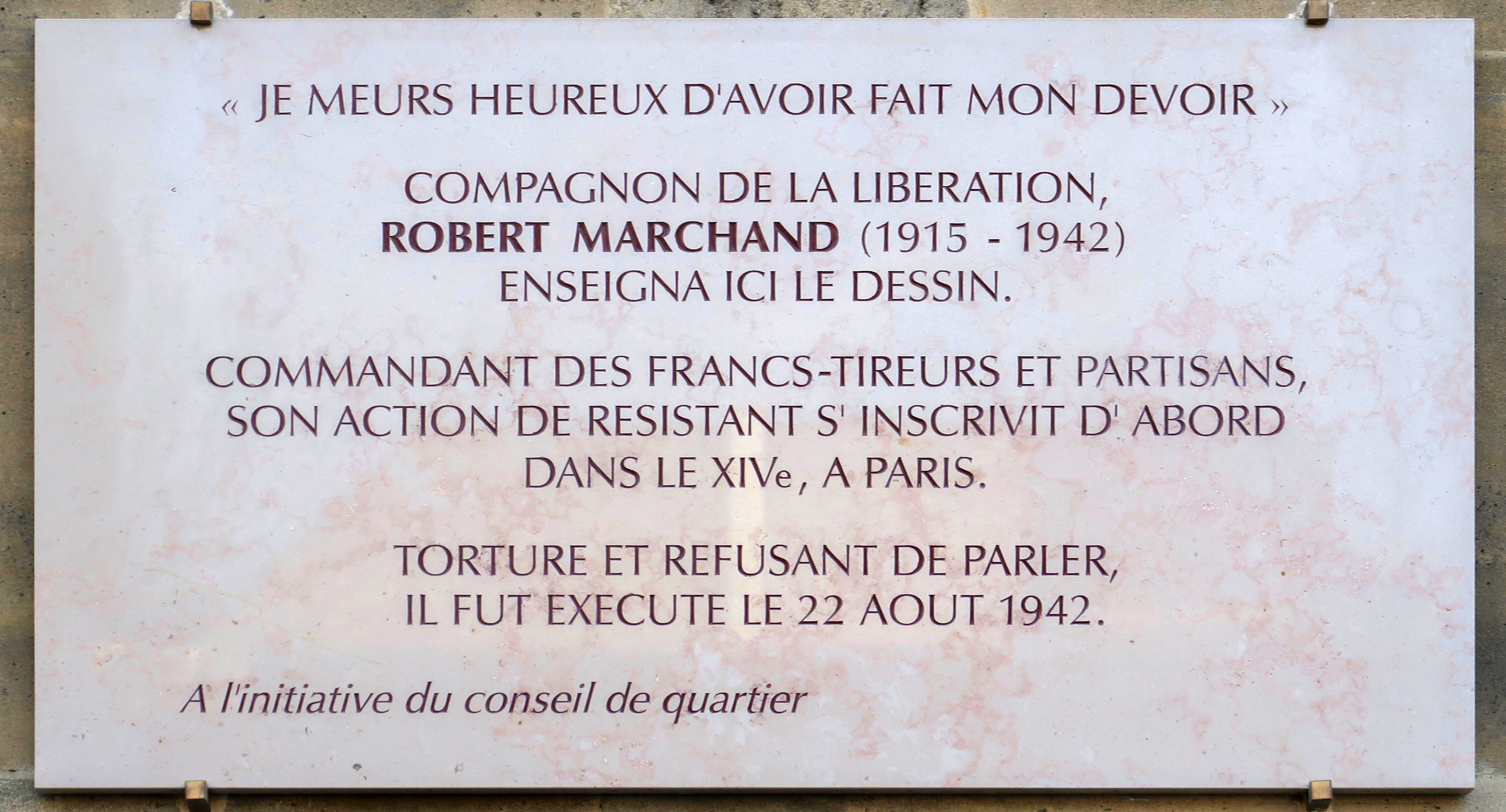
Plaque au no 80 du boulevard du Montparnasse, 14e arrondissement

- Deux rues, à Fontenay-aux-Roses et Gentilly, ont été baptisées en son honneur[5],[6].
- Une plaque a été apposée en son honneur sur la façade d'un bâtiment du 14e arrondissement de Paris dans lequel il a enseigné le dessin.